# Alte Hessel
Die Alte Hessel ist ein rund 9,5 km langer linker Nebenfluss der Hessel auf dem Gebiet des nordrhein-westfälischen Kreises Gütersloh.
Sie entsteht als linker Abzweig der Hessel auf dem Gebiet der Stadt Borgholzhausen, bildet dann für wenige Hundert Meter die Grenze zwischen zunächst Borgholzhausen und Versmold, dann zwischen Halle (Westf.) und Versmold.
Im Naturschutzgebiet Versmolder Bruch südwestlich von Versmold fließt sie der Hessel wieder zu.